# キサノメリン
キサノメリン(Xanomeline)は、M1及びM4に選択性があるが、M5にも活性があることが知られているムスカリン性アセチルコリン受容体のアゴニストである。胃腸への副作用はあるものの、アルツハイマー病と統合失調症の両方、特に認知と陰性症状の両方について研究が行われているが、臨床的な副作用により中断率が高くなっている。これを除けば、キサノメリンは統合失調症の症状に効果をある程度効果を示す。また、ヒトにおいて、学習やワーキングメモリを改善する効果が示されている。
統合失調症の治療薬として、キサノメリンに副作用止めとして末梢性ムスカリン受容体拮抗薬であるトロスピウムを配合した合剤である「キサノメリン-トロスピウム」がカルナ・セラピューティクスにより開発され、2024年9月24日FDAにより｢Cobenfy」の名称で製造販売承認された。「キサノメリン-トロスピウム」はクロルプロマジン以来70年ぶりの新しい作用機序の統合失調症治療薬となった。